# Suzanne Briet
Suzanne Briet (1 de febrero de 1894 - 13 de febrero de 1989) fue una bibliotecaria, historiadora, informatóloga y documentalista teórica francesa. Es considerada como una pionera en el estudio de la Documentación como disciplina, especialmente en relación con el análisis de la naturaleza de los documentos. Por la trascendencia de sus teorías, fue apodada Madame Documentation.

## Biografía
Nació en París (Francia) y ejerció como profesora de inglés e historia en la ciudad argelina de Abbaba, por entonces colonia francesa. Abandonó la enseñanza en 1920 para dedicarse por completo a los estudios bibliotecarios e impulsó el desarrollo de la Documentación como disciplina. Participó en la fundación de la Unión Francesa de Organismos de Documentación (UFOD) en 1931.
Suzanne Briet fue una de las primeras mujeres bibliotecarias fijas en la Biblioteca Nacional de Francia y dirigió entre 1934 y 1954 la Sala de Catálogos y Bibliografías, en donde impulsó el acceso de los usuarios a bibliografías hasta entonces consideradas como fondos restringidos; desarrolló además un servicio de asistencia bibliográfica hasta entonces inexistente y creó índices suplementarios.
Al margen de su actividad en la Biblioteca Nacional Francesa, Briet fue nombrada en 1951 directora del Instituto Nacional de Técnicas de Documentación hasta su jubilación en 1954. Durante toda la década de los años 50, viajó por el mundo para investigar y desarrollar bibliotecas y centros de documentación. Fue vicepresidenta de la Federación Internacional de Documentación (FID).
Suzanne Briet poseía convicciones feministas, y fue presidente de la Unión de Mujeres Europeas.
En 1976 publicó sus memorias. Murió en París en 1989.

## Obra teórica
Las teorías de Suzanne Briet sobre la relación entre la Biblioteconomía y la Documentación, la encuadran dentro de la perspectiva documental de la Documentación, al considerar a la primera como una parte más de la segunda (teoría de superposición). Sus teorías la agrupan junto a autores como Edith Ditmas, Herbert Coblans, Mortimer Taube o Erich Pietsch.
Suzanne Briet publicó en 1951 una de las obras con mayor influencia en el ámbito de la Información y Documentación: Qu'est-ce que la Documentation?. En ella, esboza sus teorías acerca de la naturaleza del documento. Suzanne Briet, al igual que Paul Otlet, sugería la posibilidad de contemplar el documento como un objeto con una única finalidad específica: la informativa, aunque restringiendo tal finalidad a la reconstrucción o prueba de un fenómeno físico o intelectual. Briet excluía otras finalidades como la cultural, la social, o la estética. Para Suzanne Briet, un documento es, desde un principio, una prueba en apoyo a un hecho, y la esencia de la Documentación está en incorporar estos documentos en las relaciones de indización. Por último, Briet llegó a afirmar que todo objeto puede llegar a ser documento.
Suzanne Briet consideraba a la Documentación como una ciencia, y además una ciencia instrumental al servicio de la producción científica de los conocimientos humanos. Para Briet, la información científica ha prosperado en la investigación técnica en sentido más estricto por la renovación casi constante de los documentos que opera en estos medios; mientras en las humanidades, por el contrario, la documentación procede por acumulación y aparece como conservadora y tradicional.
Del pensamiento de Suzanne Briet sobre la Documentación como una ciencia más, se puede extraer que:
1º La Documentación puede llegar a tener un contenido interdocumentario cuando comparando, seleccionando y estudiando documentos, se alcanza un carácter creativo.
2º La Documentación presta servicios rápidos en la difusión como los resúmenes o las reseñas.
3º La Documentación no podrá ser siempre manejada en su totalidad por causa de motivos extracientíficos, como es el caso por ejemplo de la documentación militar secreta.
4º La Documentación puede definirse como técnica cultural nueva.
5º La Documentación propicia un nuevo investigador que se apoya en las aportaciones de sus predecesores para realizar nuevas implementaciones y descubrimientos.
6º La Documentación ayuda a evitar una excesiva especialización e incentiva la interdisciplinaridad.
Briet también trató las labores de bibliotecarios y documentalistas, abordándolas desde una perspectiva novedosa: a nivel de instituciones internacionales y a nivel tratadista.